# Сан-Джорджо-Канавезе
Сан-Джорджо-Канавезе (італ. San Giorgio Canavese, п'єм. San Giòrs) — муніципалітет в Італії, у регіоні П'ємонт,  метрополійне місто Турин.
Сан-Джорджо-Канавезе розташований на відстані близько 540 км на північний захід від Рима, 31 км на північ від Турина.
Населення — 2672 особи (2014).
Щорічний фестиваль відбувається 23 квітня. Покровитель — святий Юрій.

## Демографія
Населення за роками:

Станом на 1 січня 2023 року в муніципалітеті офіційно проживали 193 іноземці з 21 країни, серед них 150 громадян країн Євросоюзу та 1 громадянин України.

## Відомі особистості
В поселенні народився:
- Карло Ботта (1766—1837) — італійський історик і лікар.

## Сусідні муніципалітети
- Альє
- Бароне-Канавезе
- Калузо
- Чиконіо
- Кучельйо
- Фелетто
- Фольїццо
- Лузільє
- Монталенге
- Оріо-Канавезе
- Оценья
- Сан-Джусто-Канавезе